# Brochantite
La brochantite è un minerale.

## Etimologia
Chiamato così in onore di André Jean François Marie Brochant de Villiers.

## Abito cristallino
I cristalli sono piccoli e tozzi o aciculari o prismatici allungati.

## Origine e giacitura
Il minerale è il risultato dell'ossidazione delle miniere di rame ove si forma per deterioramento di altri minerali cupriferi. Si trova nei climi aridi dato che in quelli umidi il minerale può essere sciolto nelle acque debolmente acide.

## Forma in cui si presenta in natura
In natura la brochantite è presente, comunemente, sotto forma di patina verde sul rame. In effetti essa è un solfuro di rame che si degenera quando il metallo va a contatto, in climi aridi, con l'aria creando dunque un solfato di rame Cu2SO4.

## Miniere e luoghi di ritrovamento principali
- Europa: Rezbanya in Romania,[3] nei Monti Urali in Russia[4][5], Rio Tinto in Spagna, Cap Garonne nel Var in Francia[4], in Cornovaglia[5]
  - Italia: Isola d'Elba ed in Sardegna[3], specialmente nelle druse di Rosas[5].
- America: Cile; Nuovo Messico ed Arizona (USA).[3]
- Africa: Aïn-Barbar in Algeria; Tsumeb in Namibia;[3]; in Africa Sud-Occidentale[5]
- Oceania: Broken Hill in Australia.[4]

## Proprietà fisico-chimiche
La brochantite risulta facilmente solubile in acque debolmente acidule. Per saggiare la presenza del rame nel minerale sono possibili due test: portando la polvere del minerale su una fiammella tramite un filo, la polvere fondendosi colorerà il filo di verde, oppure l'aggiunta di un po' di ammoniaca al minerale colorerà la pietra di azzurro. Per distinguere il minerale dall'antlerite sono necessari i raggi X. In un tubo chiuso, il minerale sviluppa acqua, mentre al cannello sviluppa le reazioni del rame. 
- Peso molecolare: 452,29 grammomolecole[1]
- Solubilità: il minerale risulta solubile negli acidi[4]
- Fluorescenza: assente[1][3]
- Densità di elettroni: 3,84 grammomolecole/cm³[1]
- Indici quantici[1]:
  - Fermioni: 0,0007035267
  - Bosoni: 0,9992964733
- Indici di fotoelettricità[1]:
  - PE: 25,03 barn/elettroni
  - ρ: 96,02 barn/cm³
- Indice di radioattività: GRapi: 0 (il minerale non è radioattivo)[1]

## Usi
Come minerale secondario del rame.